# Fabbriceria
Una fabbriceria è un ente che provvede alla conservazione e al mantenimento dei beni dei luoghi sacri, come le chiese. Il termine fabbriceria deriva dal latino fabrica col significato di luogo di lavoro ("fabbrica").
Le fabbricerie sono organizzate in modo diverso a seconda che si occupino di edifici più o meno importanti dal punto di vista religioso.
Secondo la normativa italiana, se si tratta di una chiesa cattedrale o di un edificio dichiarato di particolare interesse storico la fabbriceria è formata da sette membri, di cui due nominati dal Vescovo territorialmente competente e cinque dal Ministero dell'Interno sentito il Vescovo.
Negli altri casi, la fabbriceria è composta da cinque membri fra cui il parroco o rettore del tempio/chiesa e da quattro membri nominati dal prefetto competente territorialmente sentito il Vescovo.

## Origine dell'istituto
Secondo un'antica tradizione dei giuscanonisti fin dal V secolo i papi Simplicio e Gelasio avrebbero disposto l'amministrazione vescovile di tutte le rendite e la loro suddivisione in quattro parti:
- prima parte, la quarta episcopi per il mantenimento del vescovo e della sua «famiglia»
- seconda parte, la quarta cleri per il mantenimento del clero secolare
- terza parte, la quarta pauperum per le necessità de poveri di Cristo
- quarta parte, la quarta fabricæ sia i sacra tecta (cioè i costi di manutenzione degli edifici sacri), sia i luminaria ecclesiæ, cioè le spese per i ceri e le altre relative al culto.[1]

Appunto dalla quarta fabricæ sarebbe nata la fabbriceria.

## Altre denominazioni

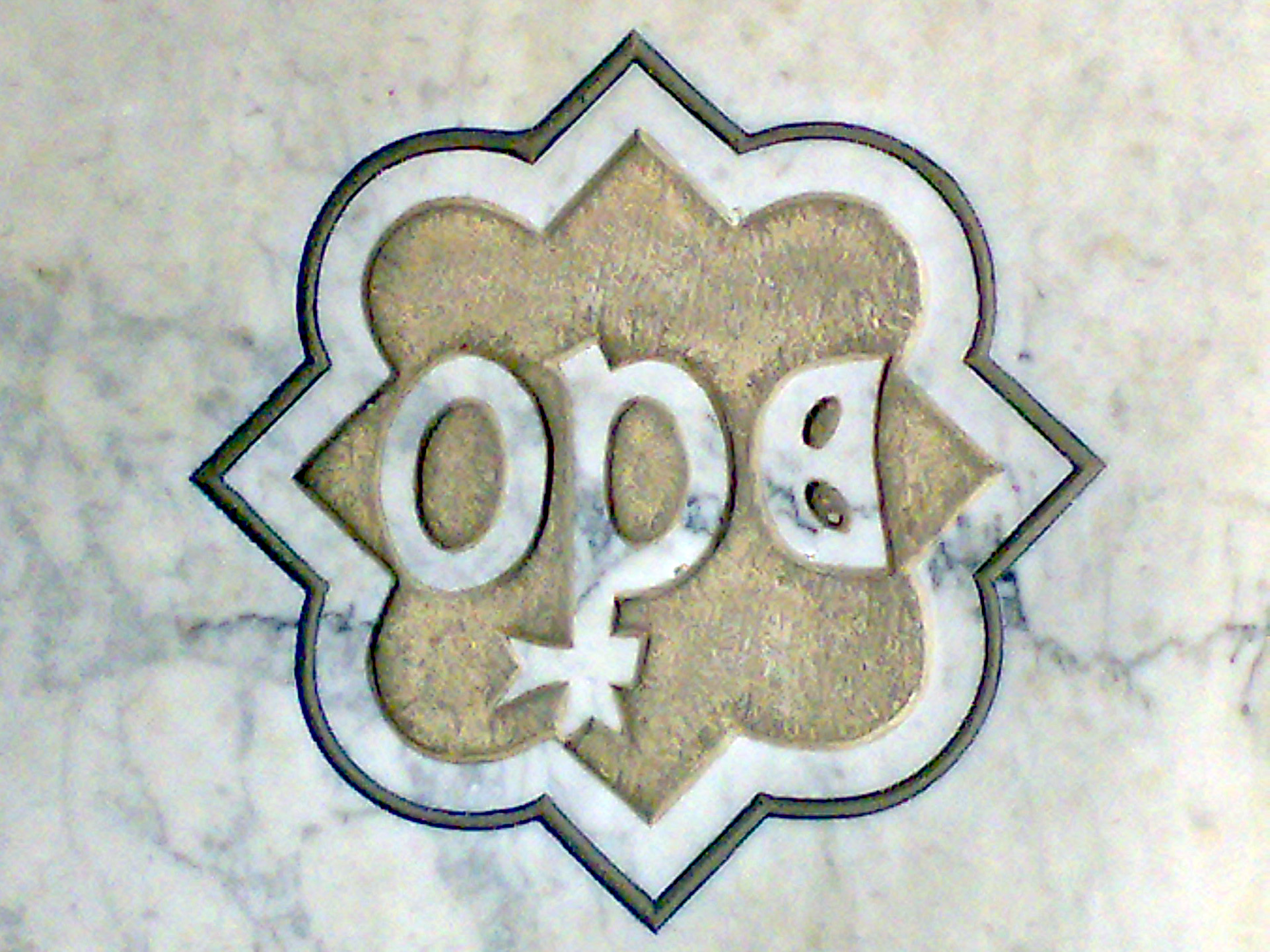
Logo dell'Opera. La lettura è la seguente: O PER (A)E e significa dell'Opera

Fabbricerie o fabbriche nell'Italia settentrionale, opere in Toscana e Umbria, cappelle a Napoli, maramme in Sicilia, eccetera, secondo l'art. 15, 2°comma della legge n. 848/1929.

## Caratteristiche
Molto sovente collegata a una cattedrale, a un duomo o a un monastero veniva costituita una fabbriceria che serviva prima alla costruzione e poi al mantenimento dell'edificio sacro. Nei secoli, e ancora oggi, questi enti si impegnano a conservare il bene ecclesiastico di cui sono incaricati.
In materia, è fondamentale il d.p.r. numero 33/1987. Quest'ultimo stabilisce che:
- Le fabbricerie che gestiscono chiese cattedrali edifici di culto di rilevante interesse storico o artistico sono composte da sette membri, nominati dal vescovo diocesano (2) e dal Ministro dell'interno (5), sentito il vescovo stesso; sono inoltre rette da uno statuto, approvato con decreto del Ministro dell'interno sentito il vescovo diocesano. Il consiglio in carica per un triennio;
- Le altre fabbricerie sono composte dal parroco o rettore della chiesa ed altri quattro membri nominati per un triennio dal prefetto d'accordo con il vescovo diocesano.[3]

Se ne deduce che la componente laica, in entrambi casi, prevale su quella ecclesiastica. Il presidente, eletto tra i membri della fabbriceria, svolge le seguenti attribuzioni: predispone il bilancio, esegue le delibere del consiglio ed eroga le spese, adotta i provvedimenti in caso di necessità ed urgenza, tutela i diritti relativi ai beni della Chiesa amministrati dalla fabbriceria. La stessa legge indica le funzioni della fabbriceria, le quali sono essenzialmente:
- Provvedere, senza ingerenza alcuna, nei servizi di culto, alla manutenzione e al restauro della chiesa;
- Amministrare i beni destinati alle spese di ufficiatura e di culto, agli arredi e suppellettili necessarie.[3]

È prevista una presenza da parte dello Stato che si sostanzia essenzialmente nell'attribuzione al prefetto del potere di formulare osservazioni sul bilancio, sia consuntivo, sia preventivo, sentito il vescovo. Nel caso in cui riscontrino irregolarità o un caso di urgente necessità, si può nominare un commissario prefettizio e disporre ispezioni; in ogni caso, bisogna dare comunicazione al Ministro dell'interno il quale, sentito il Consiglio di Stato, può sciogliere la fabbriceria e nominare un commissario straordinario. La fabbriceria non può compiere atti eccedenti l'ordinaria amministrazione senza l'autorizzazione governativa.
Infine, la legge 222/1985 distingue i casi in cui le fabbricerie sono dotate o meno di un'autonomia personalità giuridica. In particolare:
- L'art. 37 stabilisce che, quando la fabbriceria non ha un'autonoma personalità giuridica (ma costituisce un semplice organo amministrativo), essa cessa di esistere se la chiesa perde la propria personalità giuridica o se non ci sono più beni da amministrare. In tal caso, l'estinzione è accertata con decreto del Ministro dell’interno;
- L'art. 41 stabilisce che, quando la fabbriceria ha un'autonoma personalità giuridica, essa continua ad amministrare i beni di sua proprietà, anche se la chiesa perde la propria personalità giuridica.[4]

## Elenco di fabbricerie
Secondo l'elenco fornito dal Ministero dell'Interno, Dipartimento per le libertà civili e l'immigrazione, le fabbricerie operanti in Italia sono 25:
- Opere Riunite del Duomo e della Chiesa Monumentale di S. Maria Nuova, Cortona (AR)
- Opera di Santa Croce, Firenze
- Fabbriceria della Chiesa Monumentale di S. Maria all’Impruneta, Impruneta (FI)
- Opera del Duomo di Firenze, Firenze
- Opera di S. Maria delle Grazie di Pietracupa, S.Donato al Poggio di Barberino Tavarnelle (FI)
- Opera Mediceo Laurenziana, Firenze
- Fabbriceria della Parrocchia di S. Maria Assunta di Carignano, Genova
- Veneranda Fabbrica del Duomo di Milano, Milano
- Cappella del Tesoro di San Gennaro, Napoli
- Maramma di Monreale, Monreale (PA)
- Maramma di Palermo, Palermo
- Veneranda Arca di S. Antonio in Padova, Padova
- Fabbriceria Sagrestia della Concattedrale di Todi, Todi (PG)
- Fabbriceria della Parrocchia della Basilica Cattedrale, Volterra (PI)
- Opera della Primaziale Pisana, Pisa
- Opera del Duomo di Prato della Chiesa Cattedrale Monumentale di S. Stefano, Prato
- Fabbriceria della Basilica Cattedrale di Parma, Parma
- Fabbriceria della Chiesa Cattedrale Monumentale di S. Stefano Martire, Pavia
- Opera Laicale della Cattedrale di Chiusi, Chiusi (SI)
- Fabbriceria della Chiesa Cattedrale di Pienza, Pienza (SI)
- Opera della Metropolitana, Siena
- Opere Ecclesiastiche di Montepulciano, Montepulciano (SI)
- Opera di S. Maria della Stella, Orvieto (TR)
- Fabbriceria del Duomo di Venzone, Venzone (UD)
- Procuratoria di S. Marco, Venezia

Inoltre:
- Opera delle Chiese Cattedrali e Monumentali di Arezzo
- Fabbrica di San Pietro della Basilica di San Pietro in Vaticano
- Fondazione di Santa Maria delle Armi di Cerchiara di Calabria (Cosenza)